# San Cristóbal de Segovia
San Cristóbal de Segovia là một đô thị ở tỉnh Segovia (Castilla và León, Tây Ban Nha), tách ra từ đô thị Palazuelos de Eresma vào ngày 25 tháng 11 năm 1999. Đô thị này có cự ly 4 km về phía đông nam của thành phố Segovia. Dân số năm 2005 là 2455 người, năm 2008 là 2857 người.